# Josef Menauer
Josef Menauer (* 10. Mai 1983 in Landau an der Isar) ist ein deutscher Eishockeyspieler, der zuletzt bis 2013 beim EV Regensburg in der Oberliga Süd unter Vertrag stand.

## Karriere
Josef Menauer spielte von 2000 bis 2002 beim Deggendorfer SC in der Eishockey-Oberliga sowie in der Junioren-Bundesliga. 2002 wechselte er zum DEL-Verein Nürnberg Ice Tigers. In der Saison 2002/03 spielte der Rechtsschütze jedoch mit einer Förderlizenz ausschließlich für die Straubing Tigers aus der 2. Bundesliga. In den folgenden beiden Jahren bestritt der Stürmer 82 Spiele für die Nürnberg Ice Tigers, bei denen ihm fünf Tore gelangen. Zudem lief er in der Saison 2004/05 in drei Spielen für den Zweitligisten 1. EV Weiden auf. 2005 folgte der Wechsel zu den Augsburger Panthern, die ebenfalls in der höchsten deutschen Spielklasse antreten. Der Flügelspieler war zwei Jahre in Augsburg aktiv und trug das Trikot der Panther in 91 Spielen. 2006 kehrte Menauer nach Straubing zurück, wo bereits dessen Vater Sepp Menauer in den 1970er Jahren aktiv gewesen war. In der Saison 2007/08 schnürte der Rechtsschütze die Schlittschuhe für den Erstligisten. Zu Beginn der Saison 2008/09 bestritt der Stürmer zwei Spiele für die Gäubodenstädter, ehe er zu den Landshut Cannibals aus der 2. Bundesliga wechselte. Dort erhielt er zunächst eines Einjahresvertrag, der im April 2009 vorzeitig verlängert wurde. Im Mai 2010 gab der EV Regensburg bekannt, dass Josef Menauer für die kommende Saison 2010/11 verpflichtet wurde. Nach der Saison 2012/13 verließ Menauer den EV Regensburg.

### International
Menauer wurde 2003 in den erweiterten Kader der deutschen Nationalmannschaft aufgenommen. Der Niederbayer spielte sechsmal für Deutschland, zog sich allerdings einen Kreuzbandriss zu, woraufhin er längere Zeit pausieren musste. Nach der Verletzung gelang es ihm nicht, erneut in den Kader aufgenommen zu werden.

## Karrierestatistik
(Legende zur Spielerstatistik: Sp oder GP = absolvierte Spiele; T oder G = erzielte Tore; V oder A = erzielte Assists; Pkt oder Pts = erzielte Scorerpunkte; SM oder PIM = erhaltene Strafminuten; +/− = Plus/Minus-Bilanz; PP = erzielte Überzahltore; SH = erzielte Unterzahltore; GW = erzielte Siegtore; 1 Play-downs/Relegation; Kursiv: Statistik nicht vollständig)